# 필리핀숲쥐
필리핀숲쥐(Rattus everetti)는 시궁쥐속에 속하는 설치류의 일종이다. 필리핀에서만 발견되며, 군도 전역에서 서식한다. 종소명은 영국 식민지 관리 겸 동물 수집가인 에버렛(Alfred Hart Everett)의 이름에서 유래했다.